# Madžarska na Svetovnem prvenstvu v hokeju na ledu 2009
Madžarska na Svetovnem prvenstvu v hokeju na ledu 2009 ED, ki je potekalo med 24. aprilom in 10. majem 2009 v švicarskih mestih Bern in Kloten. 

## Postava
- Selektor: Pat Cortina (pomočnika: Diego Scandella in Lajos Enekes)
- Vratarji: Krisztián Budai, Zoltán Hetényi, Levente Szuper
- Branilci: András Horváth, Viktor Szélig, Viktor Tokaji, Rastislav Ondrejcik, Balázs Kangyal (kapetan), Bence Svasznek, Tamás Sille, Omar Ennaffati
- Napadalci: Csaba Kovács, András Benk, Balázs Ladányi, Csaba Jánosi, Gergely Majoross, Dániel Kóger, János Vas, Roger Holéczy, Krisztián Palkovics, Márton Vas, Imre Peterdi, Artyom Vaszjunyin, Dániel Fekete, Gergő Nagy

## Tekme

### Skupinski del
| 24. april 2009 | Slovaška | 4 – 3 | Madžarska | Schluefweg, Kloten |

| Poročilo tekme | Poročilo tekme                                                      | Poročilo tekme         | Poročilo tekme                                         | Poročilo tekme                                                  |
| -------------- | ------------------------------------------------------------------- | ---------------------- | ------------------------------------------------------ | --------------------------------------------------------------- |
| Začetek: 20:15 | S. Ružička 01:46 L. Bartečko 38:13 M. Hossa 39:04 L. Bartečko 59:47 | ( 1 – 0, 2 – 1, 1 – 2) | 22:01 R. Holéczy 42:52 I. Peterdi 54:04 (PP1) T. Sille | Gledalci: 4.773 Sodnika: Brent Reiber Sodnika: Vladimir Sindler |

| 26. april 2009 | Kanada | 9 – 0 | Madžarska | Schluefweg, Kloten |

| Poročilo tekme | Poročilo tekme | Poročilo tekme         | Poročilo tekme | Poročilo tekme                                                  |
| -------------- | --- | ---------------------- | -------------- | --------------------------------------------------------------- |
| Začetek: 20:15 | M. St. Louis 05:18 S. Weber (PP1) 09:40 D. Roy 12:35 J. Neal 12:48 M. St. Louis 27:35 S. Weber (PP1) 29:03 M. Fisher (PP1) 41:06 M. St. Louis 44:51 J. Spezza 50:55 | ( 4 – 0, 2 – 0, 3 – 0) |                | Gledalci: 5.506 Sodnika: Rick Looker Sodnika: Daniel Piechaczek |

| 28. april 2009 | Madžarska | 1 – 3 | Belorusija | Schluefweg, Kloten |

| Poročilo tekme | Poročilo tekme   | Poročilo tekme         | Poročilo tekme                                                   | Poročilo tekme                                             |
| -------------- | ---------------- | ---------------------- | ---------------------------------------------------------------- | ---------------------------------------------------------- |
| Začetek: 16:15 | I. Pererdi 25:14 | ( 0 – 1, 1 – 0, 0 - 2) | 03:18 (PP1) A. Kaliuhniz 54:25 A. Ugarov 59:10 (EN) M. Grabovski | Gledalci: 4.710 Sodnika: Ole Hansen Sodnika: Danny Kurmann |

### Skupina za obstanek
| 1. maj 2009 | Avstrija | 6 – 0 | Madžarska | Schluefweg, Kloten |

| Poročilo tekme | Poročilo tekme                                                                                                 | Poročilo tekme    | Poročilo tekme | Poročilo tekme                                          |
| -------------- | --- | ----------------- | -------------- | ------------------------------------------------------- |
| Začetek: 16:15 | T. Koch 19:13 T. Koch 20:43 O. Setzinger (PP1) 23:56 T. Vanek (PP1) 33:27 T. Koch (PP1) 58:48 R. Kaspitz 59:36 | ( 1–0, 3–0, 2–0 ) |                | Gledalci: 4.042 Sodnika: Rick Looker Sodnika: Jyri Rönn |

| 3. maj 2009 | Madžarska | 1 – 5 | Danska | Schluefweg, Kloten |

| Poročilo tekme | Poročilo tekme     | Poročilo tekme         | Poročilo tekme                                                                                      | Poročilo tekme                                                 |
| -------------- | ------------------ | ---------------------- | --------------------------------------------------------------------------------------------------- | -------------------------------------------------------------- |
| Začetek: 12:15 | K. Palkovics 15:10 | ( 1 – 0, 0 – 2, 0 – 3) | 28:34 (PP2) K. Staal 38:35 M. Christensen 48:25 (PP1) M. Green 52:48 M. Madsen 55:19 (PP1) N. Hardt | Gledalci: 3.672 Sodnika: Rafail Kadirov Sodnika: Derek Zalaski |

| 4. maj 2009 | Madžarska | 1 – 2 | Nemčija | PostFinance Arena, Bern |

| Poročilo tekme | Poročilo tekme         | Poročilo tekme         | Poročilo tekme                             | Poročilo tekme                                             |
| -------------- | ---------------------- | ---------------------- | ------------------------------------------ | ---------------------------------------------------------- |
| Začetek: 12:15 | A. Horváth (PP2) 17:09 | ( 1 – 1, 0 – 1, 0 – 0) | 03:11 (PP1) M. Müller 33:23 (PP1) M. Bakos | Gledalci: 3.497 Sodnika: Ole Hansen Sodnika: Thomas Sterns |

## Seznam reprezentantov s statistiko

### Vratarji
| #  | Igralec         | OT | OMIN | PG | PGT  | KM | PPPG | PSHG |
| 1  | Krisztián Budai | 3  | 0    | 0  | 0    | 0  | 0    | 0    |
| 29 | Zoltán Hetényi  | 4  | 97   | 6  | 3,72 | 0  | 4    | 0    |
| 31 | Levente Szuper  | 5  | 263  | 22 | 5,02 | 0  | 8    | 0    |
| -- | --------------- | -- | ---- | -- | ---- | -- | ---- | ---- |

### Drsalci
| #  | Igralec             | OT | DG | DA | TOČ | DGT  | DAT  | DPPG | DPPGT | DSHG | DSHGT | KM |
| 2  | Csaba Kovács        | 6  | 0  | 1  | 1   | 0    | 0,17 | 0    | 0     | 0    | 0     | 2  |
| 4  | András Horváth      | 6  | 1  | 0  | 1   | 0,17 | 0    | 1    | 0,17  | 0    | 0     | 10 |
| 5  | Viktor Szélig       | 6  | 0  | 0  | 0   | 0    | 0    | 0    | 0     | 0    | 0     | 6  |
| 6  | Viktor Tokaji       | 6  | 0  | 2  | 2   | 0    | 0,33 | 0    | 0     | 0    | 0     | 10 |
| 9  | András Benk         | 2  | 0  | 1  | 1   | 0    | 0,5  | 0    | 0     | 0    | 0     | 0  |
| 11 | Balázs Ladányi      | 6  | 0  | 3  | 3   | 0    | 0,5  | 0    | 0     | 0    | 0     | 0  |
| 13 | Csaba Jánosi        | 6  | 0  | 0  | 0   | 0    | 0    | 0    | 0     | 0    | 0     | 0  |
| 14 | Rastislav Ondrejcik | 4  | 0  | 0  | 0   | 0    | 0    | 0    | 0     | 0    | 0     | 6  |
| 15 | Gergely Majoross    | 6  | 0  | 0  | 0   | 0    | 0    | 0    | 0     | 0    | 0     | 0  |
| 16 | Dániel Kóger        | 3  | 0  | 0  | 0   | 0    | 0    | 0    | 0     | 0    | 0     | 2  |
| 21 | János Vas           | 5  | 0  | 1  | 1   | 0    | 0,2  | 0    | 0     | 0    | 0     | 29 |
| 22 | Roger Holéczy       | 6  | 1  | 0  | 1   | 0,17 | 0    | 0    | 0     | 0    | 0     | 2  |
| 24 | Krisztián Palkovics | 6  | 1  | 0  | 1   | 0,17 | 0    | 0    | 0     | 0    | 0     | 6  |
| 25 | Balázs Kangyal      | 6  | 0  | 1  | 1   | 0    | 0,17 | 0    | 0     | 0    | 0     | 8  |
| 33 | Bence Svasznek      | 6  | 0  | 0  | 0   | 0    | 0    | 0    | 0     | 0    | 0     | 6  |
| 42 | Márton Vas          | 6  | 0  | 1  | 1   | 0    | 0,17 | 0    | 0     | 0    | 0     | 8  |
| 43 | Tamás Sille         | 6  | 1  | 0  | 1   | 0,17 | 0    | 1    | 0,17  | 0    | 0     | 14 |
| 63 | Omar Ennaffati      | 6  | 0  | 0  | 0   | 0    | 0    | 0    | 0     | 0    | 0     | 4  |
| 77 | Imre Peterdi        | 6  | 2  | 0  | 2   | 0,33 | 0    | 0    | 0     | 0    | 0     | 0  |
| 78 | Artyom Vaszjunyin   | 6  | 0  | 0  | 0   | 0    | 0    | 0    | 0     | 0    | 0     | 0  |
| 91 | Dániel Fekete       | 6  | 0  | 1  | 1   | 0    | 0,17 | 0    | 0     | 0    | 0     | 0  |
| 98 | Gergő Nagy          | 3  | 0  | 0  | 0   | 0    | 0    | 0    | 0     | 0    | 0     | 0  |
| -- | ------------------- | -- | -- | -- | --- | ---- | ---- | ---- | ----- | ---- | ----- | -- |